# Ejército de Honduras
El Ejército de Honduras es una de las tres ramas de las Fuerzas Armadas de Honduras, como lo dispone la Constitución de Honduras de 1982 y en el Artículo 273 lo encontramos organizado de la siguiente forma: Las Fuerzas Armadas estarán constituidas por el Alto Mando, Ejército, Fuerza Aérea, Fuerza Naval, Fuerza de Seguridad Pública y los organismos que determine su Ley Constitutiva. Los ciudadanos comprendidos en la edad de 18 a 30 años prestarán el servicio militar en forma voluntaria en tiempos de paz, bajo la modalidad de un sistema educativo, social, humanista y democrático. 
El Estado tiene la facultad de llamar a filas, de conformidad con la Ley de Servicio Militar. En caso de guerra internacional; son soldados todos los hondureños capaces de defender y prestar servicios a la Patria.

## Historia

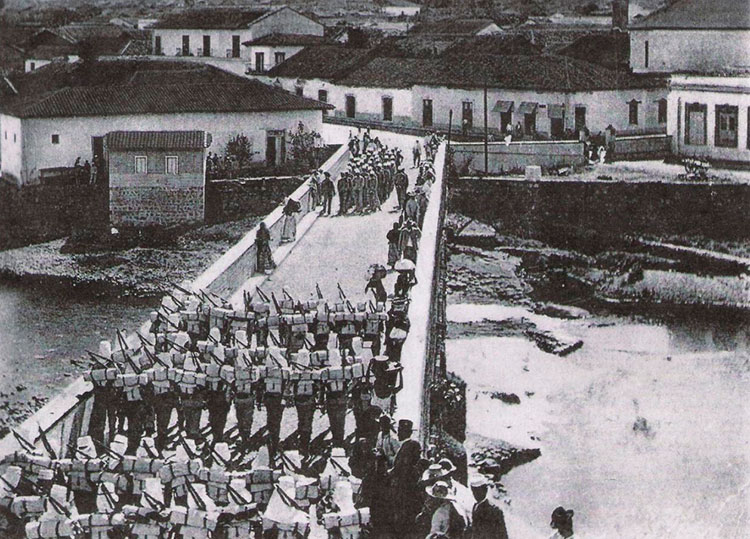
Cadetes hondureños en 1884

El ejército de Honduras tiene sus raíces dentro de la etapa pre independiente y post independiente vividas en los siglos XVIII y XIX. En 1831 se fundó la primera Escuela Militar en el Cuartel San Francisco, un antiguo convento.  
Para 1840, Juan José Morales B. natural de Omoa, con instrucción castrense española, fué nombrado Comandante General de las Fuerzas Armadas de Honduras y Ministro de Guerra, su base de operaciones fue el Fuerte de San Fernando De Omoa desde donde se emitieron las directrices a nivel nacional y se emprendieron campañas contra-insurgentes en los primeros años de la república independiente.
Seguidamente, en 1865, siendo presidente el General de brigada José Santos Guardiola, egresado de la escuela militar, realizó un intento por crear una fuerza naval para Honduras. 
Para 1895 durante la presidencia del doctor Policarpo Bonilla el reglamento de reclutamiento arrojaba que en Honduras existían 18 328 soldados de primera categoría y unos 7074 soldados más de reserva; esto fue superado según el informe del Congreso Nacional de Honduras que arrojaba que las milicias habían aumentado de 34 442 de 1896 a las 36 686 soldados de los años de 1897 y 1898, distribuidos en 67 batallones de ejército activo y 22 de reserva.  
Para 1909 existía la Escuela de Cabos y Sargentos con el fin de iniciar con la doctrina militar organizada. Seguidamente, en 1917, se creó la Escuela Militar Nacional para formar cadetes y oficiales para el ejército, esta escuela tenía su sede en Toncontín y alrededores.  
Más tarde en 1932 el presidente Doctor Vicente Mejía Colindres fundó la Escuela Nacional de Aviación en virtud de que Honduras debía de modernizarse junto al resto de los países centroamericanos y la mejor forma era tener sus propios pilotos de aeronaves, a esta escuela, siendo presidente el Doctor y General Tiburcio Carías Andino, la llamase como Escuela Militar de Aviación. 
En 1937 aparece el Cuerpo de Ametralladoras ya que estas eran esenciales tanto para la defensa o ataque y en 1946 es creada la Escuela Básica de Armas.
Luego, en 1949, el presidente Carías Andino reorganizó la Escuela de Cabos y Sargentos ya la doctrina militar que se utilizaba en las fuerzas armadas era la estadounidense y no la prusiana. Para 1952 la escuela militar pasó a ser la Escuela Militar Francisco Morazán, siendo presidente Juan Manuel Gálvez y en 1959 está se llama como Academia Militar de Honduras General Francisco Morazán, primer centro de estudios para oficiales de las fuerzas armadas. Después, tiene su fundación la Academia Naval de Honduras en 1976 y con asiento en Puerto Cortés y La Ceiba.
La rama operacional terrestre es la del ejército la que se compone de unos 30 mil soldados (1982), distribuidos en tres Brigadas de Infantería, cuatro Batallones de Artillería, un regimiento de caballería blindada, batallón de ingenieros, comando de apoyo logístico, escuelas de infantería, aplicación de oficiales, paracaidismo, comunicaciones y Estado Mayor Conjunto compuesto por oficiales de la Fuerza Aérea, Fuerza Naval, Ejército y Policía Nacional.

## Organización del Ejército de Honduras
- Comandancia General del Ejército;
- Estado Mayor General del Ejército;
- Inspectoría General del Ejército;
- Centros de Estudios Militares del Ejército;
- Unidades de Combate;
- Unidades de Apoyo de Combate; y,
- Unidades de Apoyo de Servicio de Combate.[6]

Escala jerárquica del ejército de Honduras 
- Oficiales generales:
  - Teniente general (en tiempos de guerra);
  - General de División; y,
  - General de Brigada:
- Oficiales superiores:
  - Coronel;
  - Teniente coronel; y,
  - Mayor.
- Oficiales subalternos:
  - Capitán;
  - Teniente; y,
  - Subteniente.
- Suboficiales
  - Jefe mayor
  - Jefe maestro
  - Jefe primero
  - Comando 3
  - Comando 2
  - Comando 1
- Personal de Tropa:
  - Sargento Mayor;
  - Sargento Primero;
  - Sargento Segundo;
  - Sargento Raso;
  - Cabo;
  - Soldado

## Armas
Las armas del ejército se dividen según su función, de la siguiente forma:
- Armas de Combate
  - Infantería
  - Caballería
  - Fuerzas especiales
- Armas de apoyo de combate
  - Artillería
  - Ingeniería
  - Comunicaciones
  - Inteligencia militar
- Armas de servicio de apoyo de combate
  - Material de guerra
  - Administración
  - Sanidad
  - Justicia militar
  - Asuntos civiles

### Infantería
La infantería es la avanzada provista de su arma un fusil reglamentario, bayoneta, equipo de supervivencia, etc. Se divide en Brigada, batallones, pelotón y escuadrones; colocados en columnas como en las antiguas campañas romanas, con la utilización del arma de fuego los infantes se disponían frente al enemigo, seguidamente la primera fila era la que disparaba primero, seguido de la segunda, tercera y así sucesivamente en las campañas sucedidas y principiadas en el siglo XVI con la utilización de la bala y la escopeta de pólvora, uno de los primeros fusiles usados fue el Remington de carga simple. Otro fue el M1 Garand. Después, todo cambio con el uso del ataque sorpresa empleado por los alemanes en la Segunda Guerra Mundial y empleándose armas automáticas y sub automáticas.

### Artillería
Es la infantería encargada del uso del ataque o defensa con fuego de mortero, obuses, cohetes, misiles, etc. En las FF. AA. de Honduras existen cuatro batallones de artillería.

### Caballería
Según la historia nacional de Honduras, el regimiento de caballería del ejército de la provincia de Comayagua (Honduras) tiene sus orígenes a mediados del siglo XVIII, con la organización de un “Cuerpo de Granaderos a Caballo” y que tenía su sede en la ciudad de Santa María de la Nueva Valladolid de Comayagua. Al soldado de este cuerpo se le enseñaba la instrucción de las armas, que junto a su unidad caballar previamente adiestrada se hacían un solo cuerpo para sostener una batalla. En el siglo XIX fue creada la “Caballería Morazánica” que luchó al lado del prócer general Francisco Morazán y que se destacó como estructura militar de acuerdo a la avanzada movilidad y funcionalidad presentadas en las batallas. A comienzos del siglo XX es prioridad en los altos mandos militares de la nación conformar una unidad de caballería motorizada, viendo el ejemplo sucedido en la Primera Guerra Mundial con la utilización de los carros de combate.  
En tal sentido, la caballería blindada era muy necesaria debido a la movilidad y potencia que representaba en las batallas, el ejemplo lo tuvo Honduras en la guerra de 1969 librada contra El Salvador; a cuyo caso fue emitido el Acuerdo n.º 86 de fecha 6 de enero de 1977 [cita requerida]. Mediante el cual es creada la primera “Unidad de Caballería” la cual es bautizada "AGRUPAMIENTO MECANIZADO", con sus respectivos oficiales y tropa reunidos de diferentes unidades del ejército de infantería. La unidad contaba con 12 vehículos del modelo: RBY-MK-1, de fabricación israelí; la sede se encontraba en el Comando de Apoyo Logístico de las Fuerzas Armadas. Más tarde, con el Acuerdo n.º 0344 de fecha 24 de febrero de 1977, se reformó el Acuerdo N. 86 en el que se cambia el nombre de "Agrupación Mecanizada" por el de "ESCUADRÓN DE RECONOCIMIENTO". Seguidamente lo ordenado en el Acuerdo n.º 0135 de fecha en 1981 se vuelve a cambias el nombre del “Escuadro de Reconocimiento por el de "REGIMIENTO DE CABALLERÍA BLINDADA". En marzo de 1981 se reciben las unidades tanques ESCORPIÓN, SULTÁN y CIMITAR de fabricación inglesa, con los cuales se aumenta los carros de choque. Siempre en 1981 se comienza con la construcción de una base sede para el regimiento; dicho proyecto se involucró con un 60% del personal de oficiales y tropas de las Fuerzas Armadas; y para el 12 de diciembre la caballería se traslada a su nueva instalación ubicada en aldea El Ocotal, departamento de Francisco Morazán. En febrero de 1983 sucede una amenaza del ejército sandinista de la república de Nicaragua en la frontera sureste, con aquel país; El alto mando del ejército hondureño en respuesta a la agresión ordena el traslado del Segundo Escuadrón de Caballería a las instalaciones de la 101 Brigada de infantería, más tarde el 29 de abril de 1983 el escuadrón es trasladado a la localidad de Salamer en el departamento de Valle, para repeler todo inminente ataque del vecino país y del FMLN (Frente Farabundo Martí para la Liberación Nacional) cuando se enfrentaban en ataques nocturnos con las tropas de gobierno de El Salvador algunas veces en el borde de la frontera con Honduras; a la infantería hondureña le fue asignada un pelotón de tanques a la cual denominaron "EL DESTACAMENTO BLINDADO" con el fin de dar mayor capacidad operacional a lo que en 1984 se incrementó el apoyo con una batería de artillería y en junio del mismo año recibieron 72 vehículos modelo SALADIN de fabricación inglesa, al año siguiente 1985 se emitió el Acuerdo n.º 0019 en el cual se organizó el R.C.B (Regimiento de Caballería Blindada) en 6 subunidades de maniobras y una unidad de apoyo y servicio. Para 1987 los altos mandos deciden una nueva división en la R.C.B. y mediante el Acuerdo n.º 203 son creados el 1.º y 2.º Regimientos de Caballería Blindada, trasladándose el 9 de febrero de 1987 el 2.º RCB al departamento de Choluteca donde hoy tiene su base de instrucción y operaciones a la cual se le llama "RECABLIN".[cita requerida]

## Organización
- Unidades Independientes:
  - Décimo Batallón de Infantería
  - Primer Batallón de Ingenieros Militares
  - Comando de Apoyo Logístico del Ejército (CALE)

- 101 Brigada
  - Decimoprimer Batallón de Infantería
  - Cuarto Batallón de Artillería de Campaña
  - Primer Regimiento de Caballería Blindada (RECABLIN)
- 105 Brigada
  - Tercer Batallón de Infantería
  - Cuarto Batallón de Infantería
  - Décimo Cuarto Batallón de Infantería
  - Segundo Batallón de Artillería de Campaña
- 110 Brigada
  - Sexto Batallón de Infantería
  - Noveno Batallón de Infantería
  - Primer Batallón de Comunicaciones
- 115 Brigada
  - Quinto Batallón de Infantería
  - Décimo Quinto Batallón de Infantería
  - Décimo Sexto Batallón de Infantería
  - Centro de Adiestramiento Militar del Ejército (CAME)
- 120 Brigada
  - Séptimo Batallón de Infantería
  - Décimo Segundo Batallón de Infantería
- Comando de Operaciones Especiales (COES)
  - Primer Batallón de Infantería
  - Segundo Batallón de Infantería (Agrupamiento Táctico Especial, ATE)
  - Primer Batallón de Artillería de Campaña
  - Primer Batallón de Fuerzas Especiales

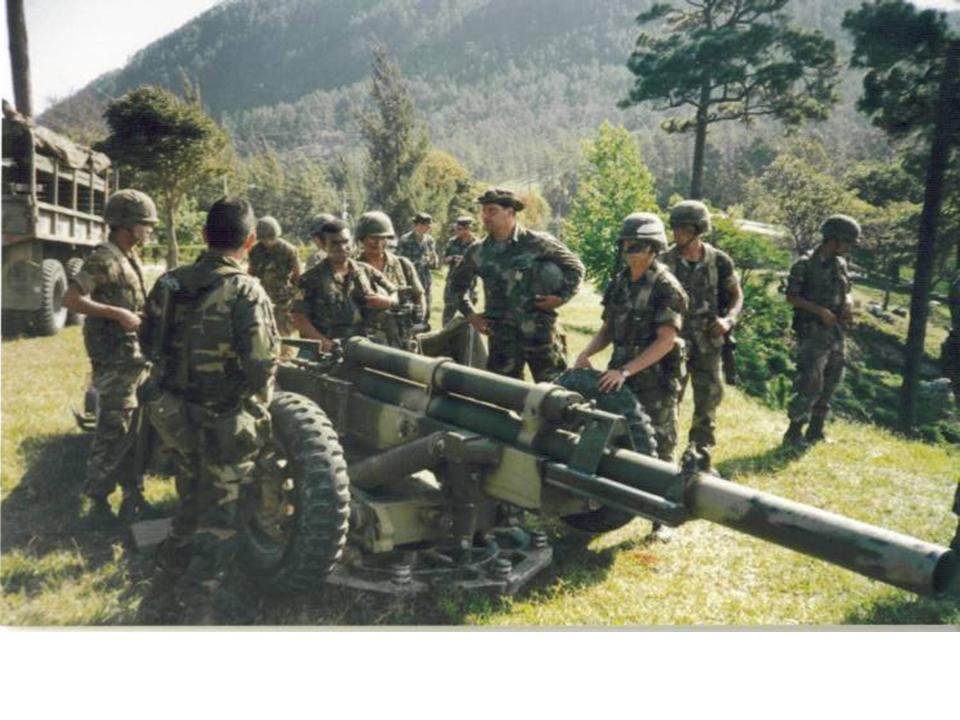
Artilleros del ejército Hondureño junto a instructores estadounidenses de la 5-206th Field Artillery en ejercicios de prácticas en Zambrano.

## Unidades destacadas

### Infantería Aerotransportada Paracaidismo y Comunicaciones
Es la que es lanzada con paracaídas a un punto determinado del territorio, desde una aeronave en pleno vuelo (avión, helicóptero) ganando posiciones con gran rapidez y movilidad, su desplazamiento es la insignia del demás regimiento y batallones.

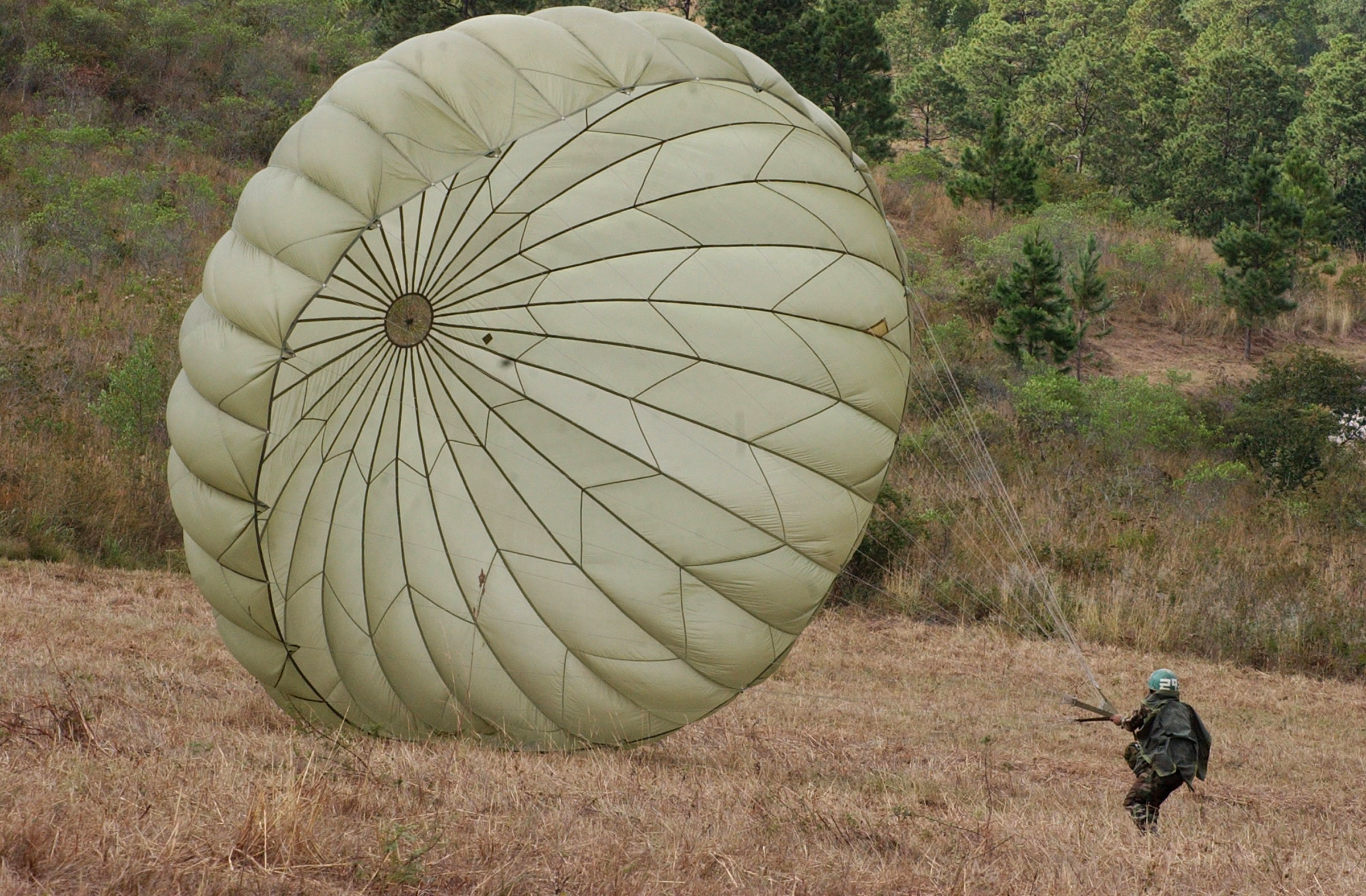
Paracaidista hondureño tocando tierra en ejercicios de prácticas.

### Guardia de Honor Presidencial (GHP)
La Guardia de Honor Presidencial es la encargada de velar por la seguridad de la presidenta de la república, en su residencia, casa presidencial, dentro y fuera del país. Está junto con los agentes de seguridad presidencial conforman un solo equipo.

### Unidad TESON
Es un cuerpo élite de las Fuerzas Armadas de Honduras, sus siglas significan: Tropa Especializadas en Selvas y Operaciones Nocturnas; fue creado con instructores de las fuerzas especiales y Rangers estadounidenses para actuar en todo tipo de condiciones extremas e inclemencias climáticas.

### Batallón 3-16
Fue un grupo especializado de inteligencia y contra inteligencia que tuvo sus actuaciones en las décadas de los años 1980 fundado según el Tratado de Ejercicios Militares entre los Estados Unidos de América y Honduras. El escuadrón estaba conformado por oficiales debidamente escogidos y entrenados por agentes estadounidenses de la CIA y el Colegio Militar de la Nación, su trabajo durante la Guerra Fría era el de realizar perfiles, búsqueda y captura a supuestos traidores a la patria y la libertad democrática, como a espías comunistas infiltrados o estacionados dentro del territorio nacional.
Aunque los defensores de los derechos humanos, entre ellos las oficinas descentralizadas COFADEH y el CODEH, consideraron al Batallón 3-16 un escuadrón de la muerte, al que le atribuyeron más de 100 desaparecidos de personas civiles.

## Reservistas del Ejército
Dentro de las reservas de las Fuerzas Armadas de Honduras, se encuentran todos aquellos hondureños que han servido a la patria con el servicio militar, asimismo a otros comprendidos entre los 18-45 años que pueden prestarlo en cualquier necesidad.

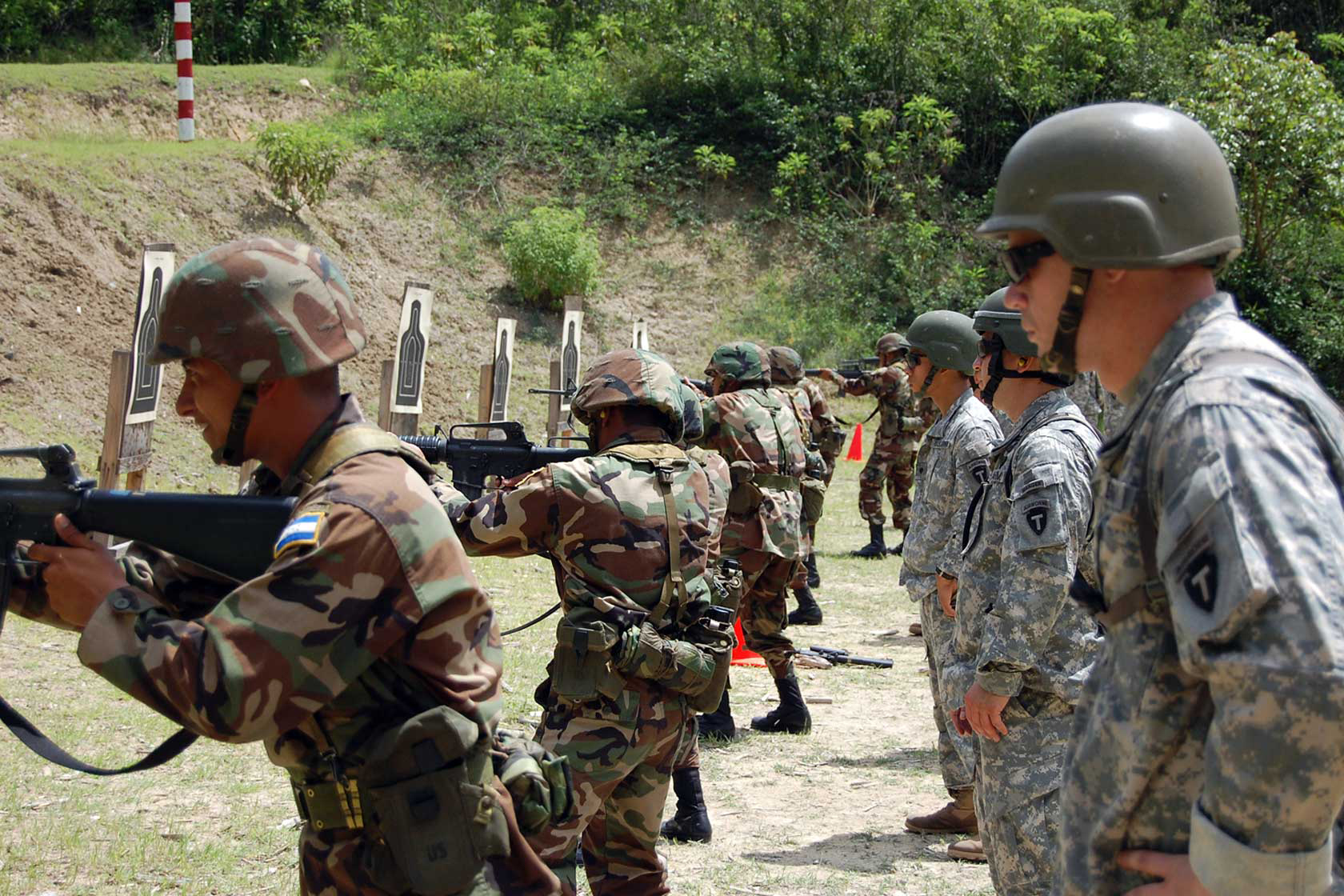
Instructores estadounidenses de la 36th Infantry Division en ejercicios de prácticas de tiro con soldados hondureños

### Veteranos de Guerra
Cuando sucedió la guerra contra El Salvador o “Guerra del Fútbol” en 1969 las Fuerzas Armadas contaban con un número reducido de soldados, por lo que muchos civiles, mujeres y hombres se aprestaron a luchar y defender la patria, por lo que ahora son reconocidos mediante una organización denominada “Veteranos de Guerra”.

## Inventario de vehículos de transporte y utilitarios

### Transporte ligero
- Nissan Frontier blindadas - unidad estándar en utilitarios del ejército y PMOP - unidades 1000-1200 en ser servicio.[11]las más numerosas anualmente con compras de 100-200 unidades desde el 2012.[12]
- Toyota Hilux  blindadas - 47 unidades en servicio.[13]
- Humvee- 50 en servicio[14]desde el 2009 y las unidades más nuevas desde el 2018 por donación de Estados Unidos.
- Ford F-150/F-350 - 44 unidades en servicio.[15]
- Jeep J8 Light Patrol- 10 unidades en servicio, donada por Estados Unidos.[16]

### Transporte pesado
- Ashok Leyland Stallion - 110 unidades en servicio[17]
- Ashok Leyland Topochi- 28 unidades  en servicio.[18]
- Isuzu Serie Q - 18 unidades en servicio.[12]
- Hino 500 - 6 en servicio[19]

### Transporte especializado
- Kenworth T-800 (rastra) - 30 unidades activas.[20]
- Freightliner FLD/Cascadia (rastra) - 20 unidades activas.[21]
- Volvo (rastra) - 5 unidades
- Freightliner (cisterna) - 13 unidades activas.[22]
- Mercedez Benz (cisterna) - 8 unidades[23]
- Hyundai Grand Starex (ambulancia) - 6 unidades.[24]
- Nissan Patrol  (ambulancia) - 9 unidades activas.[25]
- Ford Transit (ambulancia) - 8 unidades activas activas[26]
- Toyota Land Cruiser (ambulancia) 11 unidades activas.[25]

## Inventario de armas

### Pistolas
- FN Browning GP-35 - calibre 9 mm.
- Beretta 92 - calibre 9 mm.
- Colt M1911 - calibre .45 ACP
- Glock - calibre 9 mm.
- SIG-Sauer P228 - calibre 9 mm.

### Subfusiles
- Uzi - calibre 9 mm.
- Heckler & Koch MP5 - calibre 9 mm.
- Ingram MAC-10 - calibre .45 ACP

### Fusiles
- Fusil M16A1[27] (M16A2) - calibre 5,56 mm.
- Carabina M4A1 [28] - calibre 5,56 mm.
- FN FAL - calibre 7,62 mm.
- IMI Galil - calibre 5,56 mm.
- IWI Galil ACE (ACE 21) - calibre 5,56 mm.[29]
- IMI Tavor X95  - calibre 5,56 mm  (Utilizadas por las fuerzas especiales de Honduras)
- Beretta SC 70/90 - calibre 5,56 mm.

### Fusiles de francotirador
- Remington 700 - calibre 7,62 mm.
- Fusil M40 - calibre 7,62 mm.
- IMI Galil Sniper - calibre 7,62 mm.
- Barrett M82 - calibre 12,7 mm.

### Ametralladoras
- FN Minimi - calibre 5,56 mm.
- FN MAG - calibre 7,62 mm.
- Ametralladora M60 - calibre 7,62 mm.
- Browning M2 - calibre 12,7 mm.
- Rheinmetall MG3[28] - calibre 7,62 mm. (montadas en los vehículos FV601 Saladin)
- Ametralladora M249 SAW[28] - calibre 5,56 mm.

### Lanzacohetes - Lanzagranadas
- Carl Gustav M2[30]
- M72 LAW
- Lanzagranadas M203
- RPG-7
- M-18

### Inventario del arma de artillería

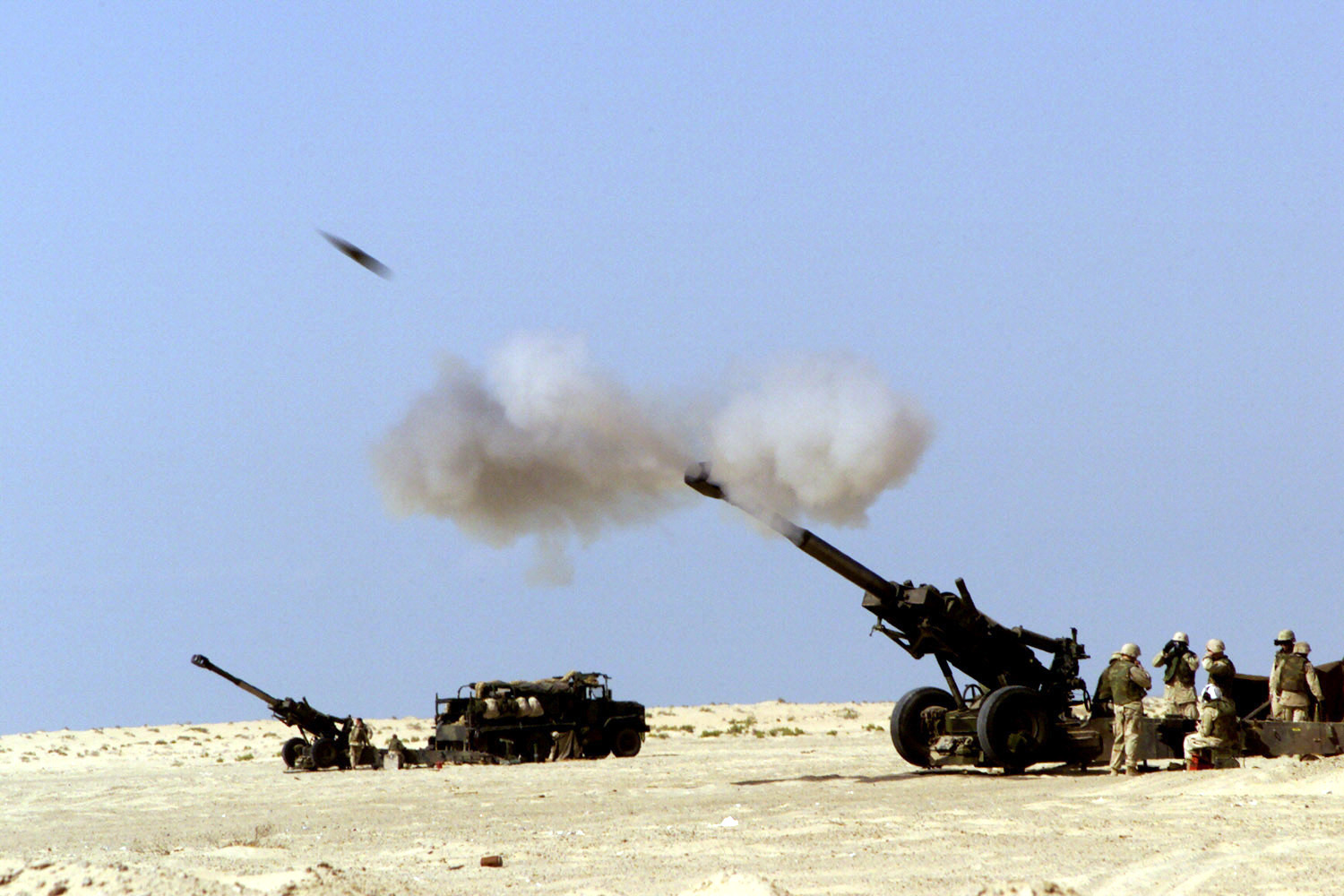
M198, similar a las que posee operativas las FFAAH

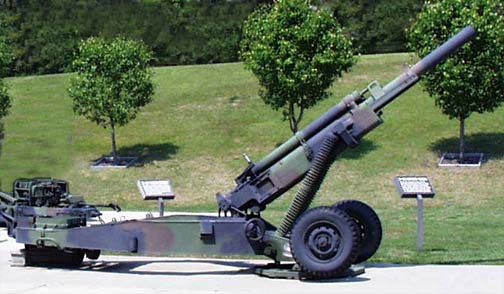
M102-105mm, similar a las que posee operativas las FFAAH

- Obús M102 (105 mm)[31] - 24 unidades.
- Obús M101 (105 mm)[31] - 20  unidades
- Obús M198 (155 mm) [31] - 12 unidades
- FM-120[32] - 11 unidades
- TCM-20 20 mm AA-Gun[31] - 24 unidades
- M55A2 24 mm AA-Gun[31] - 80 unidades
- M167 VADS[33] - 30 unidades.
- M-40[34]- 43 unidades.

### Morteros
- M-1[34]- 217 unidades.
- M-29[34] - 203 unidades.
- Soltam M-166 (160 mm)[31]- 24 unidades
- Soltam K6[31]- 30 unidades
- Soltam M-66[35] - 30 unidades.

### Tanques ligeros y caballería blindada
- FV101 (76 mm) Scorpion [36]- 19 unidades
- FV107 (30 mm) Schimitar [37]- 3 unidades
- FV105 Sultan[36]  - 1 Unidad
- RBY Mk1[38] - 16 Unidades
- Alvis Saladin (76 mm)[39] - 48 Unidades

## Escuelas militares

### Academia Militar de Honduras General Francisco Morazán
Fue fundada en 1959 y bautizada con el nombre del prócer y héroe centroamericano general Francisco Morazán Quezada, para sustituir a la antigua Academia Militar en la Formación de oficiales Licenciados en Ciencias Militares, para las Fuerzas Armadas de Honduras. Su centro de estudios se encuentra en la localidad de Las Tapias, departamento de Francisco Morazán, Honduras.

#### Academia Militar De Aviación Capitán Roberto Raúl Barahona Lagos
En 1931 se fundó la Fuerza Aérea de Honduras y para tal fin abrió las puertas la Escuela Nacional de Aviación para los futuros pilotos de aeronaves, seguidamente en 1941 el gobierno fundó la Academia Militar de Aviación siempre con la finalidad de instruir a los pilotos pero está vez, para la Fuerza Aérea. La academia es la encargada de profesionalizar a los estudiantes graduándolos con el grado de oficial subteniente y Licenciado en Ciencias Aeronáuticas, Técnico en Aviación con Bachillerato Técnico en Mecánica de Aviación.
La Academia Militar de Aviación, tiene su sede en las bases aéreas en la ciudad de Tegucigalpa, M.D.C. Base Aérea Coronel Hernán Acosta Mejía en Toncontín, donde se encuentra el Primer Escuadrón de Defensa Aérea.
En las ciudades de San Pedro Sula-La Lima, Cortés se encuentra la Base Aérea Coronel Armando Escalón Espinal;
La Base Aérea Coronel Héctor Caraccioli Moncada está situada en la ciudad de La Ceiba, Atlántida y en el departamento de Comayagua se encuentra la Base Coronel José Enrique Soto Cano o “Palmerola”, en la década de los 80 se creó una Base Militar para el ejército de los Contras de Nicaragua y de la CIA en la Mosquitia, denominada "El Aguacate"[cita requerida] y para principios del siglo XXI se inaugurará una nueva base aérea en el oriental departamento de Gracias a Dios.

### Academia Naval de Honduras
La Naval hondureña fue fundada en 1976 siendo sus sede en las localidades costeras de La Ceiba, Atlántida y Puerto Cortés. Mientras la Academia Naval fue fundada formalmente en 2000 en las instalaciones de la Academia Militar de Aviación en Palmerola, Comayagua en él es de enero del año 2002 se traslada para su sede en La Ceiba, Atlántida, graduándose en Alférez en fragata y licenciados en Ciencias navales.

### Escuelas de capacitación militar de las fuerzas armadas
- Escuela de Aplicación para Oficiales del Ejército
- Escuela de Artillería
- Escuela de Comunicaciones

#### Liceo Militar de Honduras
Fundado en 1983 como centro académico de instrucción militar. El Liceo cuya finalidad es graduar jóvenes civiles en oficiales subtenientes de reserva para las Fuerzas Armadas de Honduras y bachilleres para continuar en las diferentes profesiones que el país requiera. En 1994 se convierte en una academia mixta.

### Escuela de Suboficiales de Honduras
Era denominada Escuela para Aplicación para Oficiales del Ejército y se encontraba su sede en el Cuartel San Francisco en la ciudad de Tegucigalpa, M.D.C.
Ahora es la "Escuela de Sub Oficiales del Ejército" (ESOE)

#### Universidad de Defensa de Honduras
Fue creada el 11 de octubre de 2005, mediante el acuerdo N.º 1469-186-2005, emitido por el Consejo de Educación Superior, la universidad es una dependencia de la Secretaría de Defensa y adscrita a las Fuerzas Armadas de Honduras, su centro de estudios se encuentra en la ciudad de Tegucigalpa, M.D.C. y fue fundada para continuar con los estudios de los oficiales de todas las ramas de las FF. AA.

## Héroes y Próceres
- Cacique Lempira
- General Francisco Morazán Quezada
- General José Trinidad Cabañas
- General Florencio Xatruch
- Coronel de aviación Fernando Soto Henríquez
- Coronel de Infantería José Matías Hernández García.

## Guerras Federales
- “Batalla de La Trinidad” (11 de noviembre de 1827)
- “San Salvador” (octubre de 1838)
- “Las Charcas” (1838)
- “Batalla del Espíritu Santo” (5 y 6 de abril de 1839)
- “Batalla de San Pedro Perulapán” (25 de septiembre de 1839)
- “La Soledad” (13 de noviembre de 1839)
- “Llanos de El Potrero” (31 de enero de 1840)
- "Batalla de la Arada" (2 de febrero de 1851)
- Contra el Filibustero William Walker (1860)

## Guerras civiles
- La Guerra de los Padres
- Guerra de Olancho
- Conflicto armado en Honduras de 1907
- Primera guerra civil de Honduras o "Revolución del 19" (1919)
- Segunda Guerra Civil de Honduras o "Revolución Reivindicatoria" (1924)
- Levantamiento armado en Honduras de 1924
- Tercera guerra civil de Honduras o "Revolución de los Traidores" (1931)

## Guerras Internacionales
Historia militar de Honduras
- El Salvador-Honduras “Combate del Obrajuelo” (1845)
- Honduras-Guatemala (1838)
- Honduras-El Salvador/Guatemala (1852)
- Guatemala-Honduras (1850-1853)
- Guerra Nacional de Nicaragua (1856)
- El Salvador/Honduras-Nicaragua Batalla de Namasigüe (1907)
- El Salvador-Honduras (1969) Guerra del Fútbol

## Guerras Mundiales
- Segunda Guerra Mundial

## Misiones de Paz
- República Dominicana (1965)
- Haití (1995)
- Sahara Occidental Marruecos (1998)
- (Batallón Xatruch), Irak (2003)